# Acanthostichus niger
Acanthostichus niger är en myrart som beskrevs av Santschi 1933. Acanthostichus niger ingår i släktet Acanthostichus och familjen myror. Inga underarter finns listade i Catalogue of Life.